# The Witchfinders
The Witchfinders es el octavo episodio de la undécima temporada de la serie británica de ciencia ficción Doctor Who, emitido originalmente el 25 de noviembre de 2018 por BBC One. Fue escrito por Joy Wilkinson y dirigido por Sallie Aprahamian.
En este episodio, el grupo de viajeros del tiempo compuesto por la Decimotercer Doctor (Jodie Whittaker) y sus compañeros Graham O'Brien (Bradley Walsh), Ryan Sinclair (Tosin Cole) y Yasmin Khan (Mandip Gill), viaja a Lancashire en el siglo XVII y se encuentran en medio de una cacería de brujas realizada por un propietario local de tierras.
El episodio fue visto por 7,21 millones de espectadores y recibió críticas generalmente positivas de los críticos.

## Sinopsis
La Decimotercer Doctor (Jodie Whittaker) y sus acompañantes llegan a Lancashire en 1612, cerca de Pendle Hill. En un pueblo cercano encuentran a una anciana acusada de brujería siendo sumergida, y la Doctor intenta salvarla, pero no lo logra. Intenta evitar más juicios simulando ser la Cazadora de Brujas General, engañando a la terrateniente y magistrada Becka Savage (Siobhan Finneran). Poco después, llega el Rey Jacobo I (Alan Cumming), complicando las cosas, ya que supone que ella es la asistente de Graham. Mientras tanto, Yasmin (Mandip Gill) encuentra a la anciana siendo enterrada por su nieta Willa Twiston (Tilly Steele), que también es prima de Becka, y la salva de un zarcillo hecho de barro. La Doctor se da cuenta de que la causa de la caza de brujas es de origen alienígena cuando las víctimas recientes comienzan a reanimarse.
Mientras sus compañeros siguen a los cadáveres reanimados, la Doctor es acusada de brujería cuando se enfrenta a Becka por ocultar algo. La Doctor intenta razonar con Jacobo antes de ser sumergida, escapando de sus ataduras bajo el agua. Luego, ella nota que Becka no podía soportar tocar el árbol que solía usarse para sumergir brujas. Cuando sus víctimas reanimadas se acercan, Becka revela que fue infectada por una entidad alienígena mientras cortaba el árbol sobre la colina. Becka comenzó la caza de brujas pensando en encontrar una cura.
Una entidad alienígena se hace cargo del cuerpo de Becka. Hablando a través de ella, la entidad se revela como la reina de una raza llamada Morax. El árbol que Becka cortó es, de hecho, una prisión alienígena disfrazada que mantiene a los criminales de guerra Morax dentro, con sus sistemas ahora dañados y funcionando mal. Los fugitivos Morax tienen la intención de que su rey posea a Jacobo y conquiste la Tierra. La Doctor usa partes del árbol para salvar a Jacobo y restaurar el sistema penitenciario. Mientras que los otros Morax se ven obligados a abandonar sus cuerpos anfitriones, la reina se niega a abandonar el cuerpo de Becka. Jacobo los mata a los dos y, al día siguiente, le dice a la Doctor que todos los registros de los eventos se borrarán antes de que él y Willa se sorprendan mientras el grupo se va en la TARDIS.

### Continuidad
Hacia el final del episodio, al ingresar a la TARDIS, la Doctor dice: "Un hombre brillante dijo una vez: 'cualquier tecnología suficientemente avanzada es indistinguible de la magia'". Esta es una referencia al escritor británico de ciencia ficción Arthur C. Clarke y sus tres leyes, a las que también hizo referencia el Séptimo Doctor y su compañera Ace en el episodio Battlefield, el Capitán Jack Harkness en el episodio Immortal Sins de Torchwood, y más o menos por el Duodécimo Doctor en el episodio The Girl Who Died.

### Referencia externa
Hacia el final del episodio, cuando advierte al Rey Jacobo que no reanude los juicios de brujas, Graham cita parcialmente la versión de Quentin Tarantino del versículo bíblico Ezequiel 25:17, de su película Pulp Fiction.

### Referencia histórica
Cuando el Rey Jacobo y Ryan hablan en el bosque, Jacobo explicó que su madre (María I de Escocia mató a su padre, en referencia a la especulación histórica.

## Producción
Las escenas exteriores de The Witchfinders fueron filmadas alrededor de Gales, y dentro de Gosport, Inglaterra, en el museo viviente de Little Woodham del siglo XVII. La filmación del episodio tuvo lugar durante febrero de 2018 y fue supervisada por Sallie Aprahamian.

## Difusión y recepción

### Salida anticipada
El episodio fue lanzado a los suscriptores de Amazon Prime tres días antes de su emisión en BBC One, cuando el servicio de transmisión subió accidentalmente The Witchfinders al espacio para el séptimo episodio, Kerblam!.

### Calificaciones
The Witchfinders fue vista por 5,66 millones de espectadores durante la noche, una participación del 27,9% del total de la audiencia televisiva del Reino Unido, lo que la convierte en la cuarta audiencia más alta de la noche y la 19.ª audiencia para un programa nocturno en todos los canales del Reino Unido.  Recibió un total oficial de 7,21 millones de espectadores en todos los canales del Reino Unido, lo que lo convierte en el 17.º programa más visto de la semana, y obtuvo una puntuación del Índice de Apreciación del Público de 81..

### Respuesta crítica
El episodio fue recibido con críticas positivas, y la actuación de Cumming recibió elogios. Tiene un índice de aprobación del 85% basado en 27 comentarios, y un puntaje promedio de 7,54/10 en Rotten Tomatoes. El consenso crítico de la página web dice:

The Witchfinders sacó chispas de entusiasmo, poniendo de relieve temas familiares de la temporada actual de Doctor Who, que enciende esa chispa con un cambio dramático en el enfoque.

## Novelización
Una novela de esta historia, escrita por Joy Wilkinson, se lanzará en formato rústico y en el 23 de julio de 2020 como parte de la editorial Target Books.